# Schema F
Umgangssprachlich wird von Schema F gesprochen, wenn etwas bürokratisch-routinemäßig, stereotyp, mechanisch oder gedankenlos abläuft. Der Ausdruck geht zurück auf die Vordrucke für die im preußischen Heer nach 1861 vorgeschriebenen so genannten Frontrapporte, auszufüllende Berichte über den Bestandsnachweis der vollen Kriegsstärke. Diese Vordrucke waren mit dem Buchstaben F gekennzeichnet. Bei der Kontrolle der Truppenstärke musste diese genau mit den Angaben im Vordruck übereinstimmen.
Möglicherweise ist die Redewendung aber schon älter, denn bereits in der 1855 gedruckten „Instruktion über das Scheibenschießen der mit Zündnadel-Gewehren bewaffneten Infanterie-Bataillone“ findet sich auf Seite 11 der Satz „Die Verwendung derselben wird in der Munitionsberechnung nach Schema F nachgewiesen...“. Schema F enthielt hier Vorgaben zum Ausfüllen des Schießberichts.